# Danza Kuduro
Singles par Don Omar
Ciao Bella
(2009) Huérfano De Amor
(2010)
Singles par Lucenzo
Vem Dançar Kuduro
(2010) Baila Morena
(2010)
Danza Kuduro est une chanson kuduro du chanteur Lucenzo en collaboration avec le chanteur de reggaeton Don Omar sortie en août 2010. Il s'agit de la version en portugais et espagnol de la version originale en portugais et anglais Vem Dançar Kuduro, interprétée par Lucenzo et Big Ali. La version Danza Kuduro est sortie en single en France plus tard que dans les autres pays.
Danza Kuduro est devenu un succès dans la plupart des pays d'Amérique latine, puis dans toute l'Europe. Elle a été numéro un du Billboard Hot Latin Songs, le deuxième titre pour Don Omar et le premier pour Lucenzo. Un remake de la chanson figure dans la bande originale du film Fast and Furious 5 en tant que chanson de fin. Danza Kuduro a fini par être la chanson avec un nombre significatif de couplets en portugais européen la plus couronnée de succès des années 2010. Elle est classée 43e meilleure chanson pop latine de tous les temps par le magazine Rolling Stone.

## Contexte
Le kuduro est un style de danse pratiqué à l'origine en Angola puis s'étant diffusée parmi les diasporas du monde entier.

## Paroles
Écrite et produite par Lucenzo, la chanson est chantée en espagnol par Don Omar, à l'exception du seul couplet de Lucenzo en portugais européen. Ce couplet est tiré de la chanson Vem Dançar Kuduro de Lucenzo et Big Ali.
Les paroles du refrain décrivent aux auditeurs une chorégraphie : « La mano arriba, cintura sola, da media vuelta, danza kuduro » (en français : « La main en l'air, le bassin seulement, fais demi-tour, danse le kuduro »). De nombreux danseurs et troupes, en particulier en zumba, ont réalisé des chorégraphies en reprenant la plus standard pour le kuduro. Pour le refrain, on retrouve des gestes similaires qui s'inspirent des paroles. La version Vem Dançar Kuduro ne comportant pas ces paroles, elle a été moins utilisée pour des chorégraphies.

## Clip
Le clip, réalisé par Vincent Egret et tourné à Saint-Martin, montre les deux chanteurs à bord d'un luxueux yacht, en compagnie de jolies femmes en bikini. La vidéo, post-produite par l’équipe de 4brostudio (Frederico Panetta, Marc-Olivier Jean, Dullin Jean, Anderson Jean et Fayolle Jean Jr.), montre les chanteurs se vanter de toute la richesse que possède un millionnaire. La vidéo montre aussi la vantardise concernant la luxueuse vie des millionnaires.
En moins d'une semaine, la vidéo obtient 1 million de vues sur YouTube, faisant ainsi d'elle la 3e musique la plus écoutée au monde. En janvier 2012, elle atteint 300 millions de vues, puis 400 millions en novembre 2012 et 950 millions en novembre 2017. Elle franchit le cap du milliard de vues en 2018.
La chanson a été un des titres phares de la bande originale du film Fast and Furious 5 sorti en 2011, ce qui a relancé le succès de la chanson et les ventes du single.

## Remixes
- Official Remix (avec Lucenzo, Daddy Yankee, Akon, Arcangel,)
- Worldwide Remix (avec Lucenzo, Pitbull & El Cata)
- Remix (avec Lucenzo & Shakira)
- Remix (avec Lucenzo & Erick Right)
- Remix (avec Lucenzo & Omari Ferrai)
- Throw Your Hand Up (Lucenzo & Qwote avec Pitbull)
- English remix (avec Lucenzo & Dabbs)
- Merengue remix (avec Lucenzo & El Cata)
- Tiësto remix
- Remix (Lucenzo & Don Miguelo)
- Miami Power96 remix (Lucenzo, Pitbull, DJ Laz)
- Raaban Remix
- Dj Sony Remix
- Miki Hernandez Remix

Reprises :
- W&W x AXMO x André Schnura - Danza Kuduro (feat. Lucenzo & Don Omar) (2024)
- Ruudolf & Karri Koira - Mammat riivaa (version finlandaise)

## Classements et certifications
Le single a été classé numéro 1 dans de nombreux pays tels que l'Argentine, l'Équateur, le Venezuela, l'Italie (pendant 10 semaines), les Pays-Bas, l'Espagne, la Roumanie, l'Autriche, la Suisse, l'Allemagne, la Suède et les États-Unis. Il a également été dans le top 5 en Serbie, en Bosnie-Herzégovine, en Colombie, au Chili, au Danemark et en Norvège.
| Classement (2010–2011)                        | Meilleure position |
| --------------------------------------------- | ------------------ |
| Allemagne (Media Control AG)                  | 1                  |
| Autriche (Ö3 Austria Top 40)                  | 1                  |
| Belgique (Flandre Ultratop 50 Singles)        | 7                  |
| Belgique (Wallonie Ultratop 50 Singles)       | 14                 |
| Canada (Canadian Hot 100)                     | 88                 |
| République tchèque (IFPI)                     | 1                  |
| Danemark (Tracklisten)                        | 3                  |
| Finlande (Suomen virallinen lista)            | 5                  |
| France (SNEP)                                 | 6                  |
| Hongrie (Dance Top 40)                        | 2                  |
| Hongrie (Rádiós Top 40)                       | 9                  |
| Italie (FIMI)                                 | 1                  |
| Pays-Bas (Nederlandse Top 40)                 | 1                  |
| Norvège (VG-lista)                            | 2                  |
| Pologne (Dance Top 50)                        | 5                  |
| Roumanie (UPFR)                               | 1                  |
| Espagne (PROMUSICAE)                          | 1                  |
| Suède (Sverigetopplistan)                     | 3                  |
| Suisse (Schweizer Hitparade)                  | 1                  |
| États-Unis Billboard Hot 100                  | 82                 |
| États-Unis (Hot Latin Songs)                  | 1                  |
| États-Unis (Latin Pop Airplay)                | 1                  |
| États-Unis Latin Rhythm Songs (Billboard)     | 1                  |
| États-Unis Latin Tropical Airplay (Billboard) | 1                  |
| Venezuela (International Chart)               | 2                  |
| Venezuela (Latin Chart)                       | 1                  |

| Classement (2010)                             | Position |
| --------------------------------------------- | -------- |
| États-Unis Latin Songs Year End 2010          | 40       |
| États-Unis Latin Tropical Songs Year End 2010 | 20       |
| Classement (2011)                             | Position |
| Danemark Classement single                    | 40       |
| Allemagne Classement single                   | 12       |
| Hongrie Classement Airplay                    | 43       |
| Italie Classement single FIMI                 | 3        |
| Roumanie Top 100                              | 8        |
| Pologne Classement single dance               | 31       |
| Suisse Classement single                      | 4        |

| Pays      | Organisme  | Certification |
| --------- | ---------- | ------------- |
| Belgique  | BEA        | Or            |
| Allemagne | BVMI       | Platine       |
| Italie    | FIMI       | 2 × Platine   |
| Espagne   | PROMUSICAE | 2 × Platine   |
| Suède     | GLF        | 4 × Platine   |
| Suisse    | IFPI       | Platine       |